# Vereskép

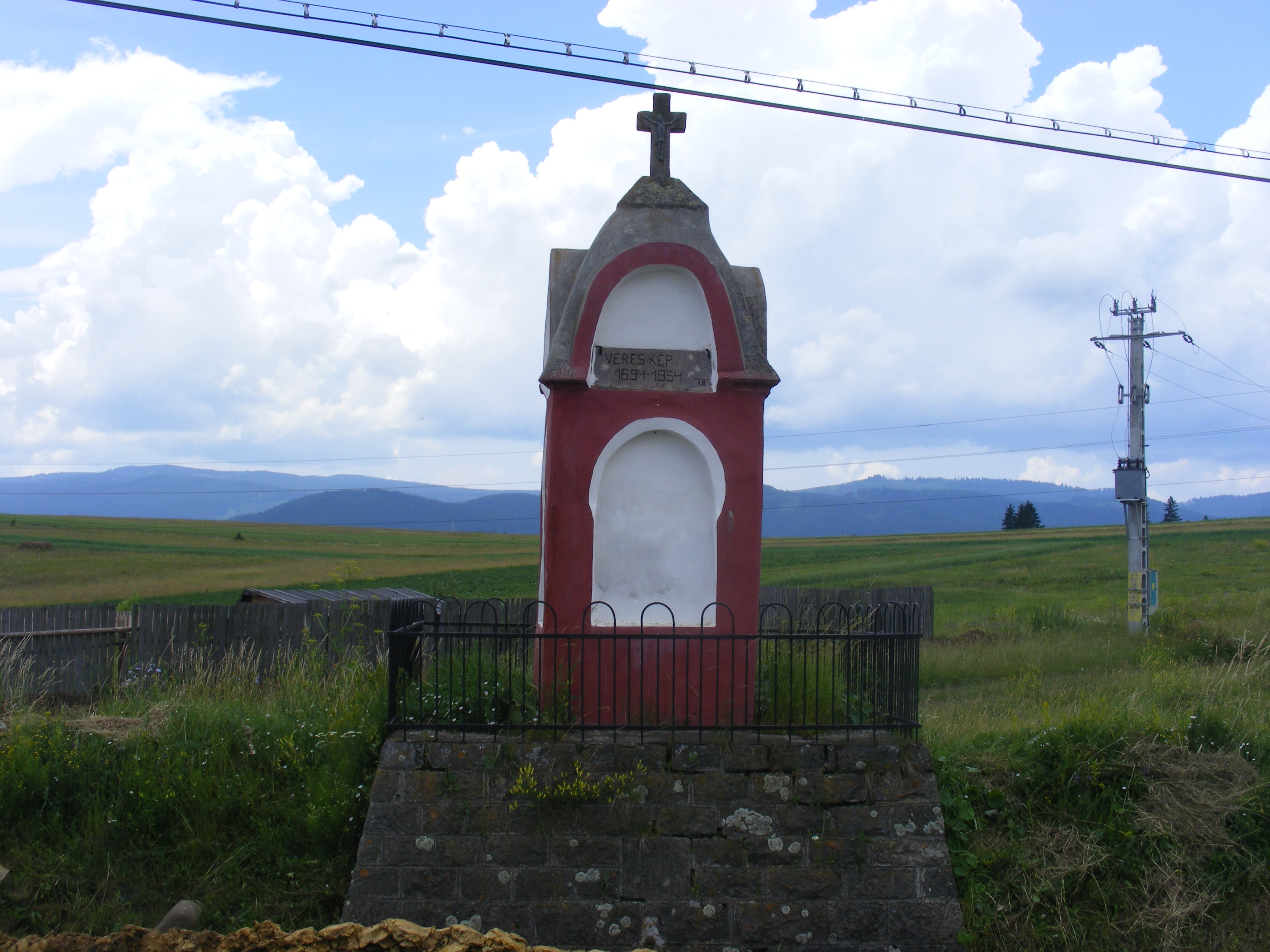
Véreskép

Vereskép (főként a helyiek által használt elnevezésén Véreskép) egy emlékmű Székelyföldön, Erdélyben, Romániában.
Az emlékmű a Csíkszereda városából a 2004 óta önálló község Csíkszentlélek irányába vezető út mellett kereshető fel, mely feltevésképpen az ezen község környéke táján garázdálkodó tatárok felett aratott győzelem emlékét örökíti meg (1694). Ez a terméskőből összeállított, kúp alakú kis tornyocska eredetileg le volt festve, a vörös festék után hagyott nyomok még napjainkban is felfedezhetők az oldalt található fülkékben. Sajnos eddig még nem sikerült megfejteniük az embereknek, hogy mit is ábrázolnak valójában a festmények.